# Římskokatolická farnost Zlechov
Římskokatolická farnost Zlechov je územní společenství římských katolíků s farním kostelem svaté Anny v děkanátu Uherské Hradiště.

## Historie farnosti
První písemná zmínka o obci pochází z roku 1207, kdy patřila velehradskému cisterciáckému klášteru. Zlechov byl tehdy spravován z Boršické farnosti, kde sídlil cisterciácký kněz. Již ve 14. století je připomínána kaple svaté Anny. Po vypuknutí husitské revoluce byl roku 1421 vypálen velehradský klášter a stejný osud potkal i kostel v Boršicích. Po roce 1431 se řeholníci navrátili do svého kláštera, který byl těžce poškozen. Patnácté století bylo obdobím ničivých česko-uherských válek, které zdejší kraj zpustošily více než války husitské.
Po zrušení cisterciáckého kláštera roku 1784 a vzniku samostatné velehradské farnosti na konci 18. století Zlechov však zůstal nadále součástí boršické farnosti, která byla nyní spravována diecézními kněžími.
Už od roku 1850 však stála ve Zlechově kaple sv. Anny, kde se konávaly příležitostné bohoslužby.
V srpnu 1991 byla zřízena samostatná zlechovská farnost. O rok později byla zahájena stavba nového kostela, který byl vysvěcen roku 1994.

## Duchovní správci
Prvním farářem samostatné farnosti v roce 1991 byl R. D. Jan Mareček. Ke květnu 2017 je administrátorem excurrendo R. D. Mgr. Rudolf Chmelař.

## Bohoslužby
| Kostel            | Místo   | Bohoslužba (den) | Hodina | Poznámka     |
| ----------------- | ------- | ---------------- | ------ | ------------ |
| kostel svaté Anny | Zlechov | neděle           | 8.00   | farní kostel |

Odkaz na aktuální rozpis bohoslužeb: https://www.farnostzlechov.cz/bohosluzby/

## Aktivity ve farnosti
Pravidelně se konají duchovní obnovy, biblické hodiny, setkání společenství, výuka náboženství, při bohoslužbách zpívá schola mládeže i chrámový sbor.
Ve farnosti se pravidelně koná tříkrálová sbírka. V roce 2017 se při ní vybralo více než padesát tisíc korun.
V květnu 2017 převzali tři farníci ocenění za nezištnou pomoc ve své farnosti – děkovné uznání a medaili sv. Jana Sarkandera. 
V listopadu 2017 uspořádala farnost duchovní obnovu, kterou vedl biskup Josef Hrdlička.